# 7707 Yes
A 7707 Yes (ideiglenes jelöléssel 1993 HM1) a Naprendszer kisbolygóövében található aszteroida. Carl W. Hergenrother fedezte fel 1993. április 17-én.